# Humayun
Naṣīr al-Dīn Muḥammad Humāyūn, più comunemente noto come Humāyūn (in persiano نصیر الدین محمد همایون‎; Kabul, 7 marzo 1508 – Delhi, 17 gennaio 1556), fu il secondo sovrano timuride della dinastia Moghul dell'India. Discendente diretto di Tamerlano, era figlio del fondatore dell'Impero, Bābur, e padre di Akbar.

## Biografia
Quando Bābur morì nel 1530, subentrò al padre sul trono dell'impero, ricevendo un territorio immenso, esteso dall'Asia centrale, passando per Kabul e il Punjab, fino a Delhi, al Bihar ad est e a Gwalior a sud. 

La tradizione turco-mongola stabiliva che alla morte del padre, il primogenito dovesse assegnare agli altri fratelli altrettanti territori da governare. Così al primo fratello, Mīrzā Sulaymān, toccò il Badakhshan, a Kāmrān Mīrzā toccò Kabul e Kandahar, mentre in India estese regioni vennero assegnate ad ʿAskari e Hindal. Durante il primo anno di regno, Kāmrān Mīrzā e ʿAskari si impossessarono del Punjab, cacciandone i responsabili imperiali.
A nord intanto, Bahādur Shāh, sovrano del Gujarat, occupò il sultanato di Malwa, avvalendosi delle avanzate armi da fuoco e delle tecnologie europee fornite loro dai Portoghesi. Nel Bihar meridionale invece, Shēr Shāh Sūrī, un signore del luogo, imperversava con la sua guerriglia anti-moghul e nel 1537 giunse a invadere il Bengala, riuscendo a battere Humāyūn in ben due occasioni. Il sultano sconfitto, si rifugiò coi resti dell'esercito a Lahore e Kāmrān Mīrzā, il fratello governatore del luogo, non gli consentì di riparare a Kabul. Da quel momento Humāyūn, formalmente spodestato, non poté ritornare nel suo impero, vivendo da esule e cercando aiuti all'estero per riprendersi il potere.
Solo nel 1544 riuscì a trovare asilo a Herat, dove il sovrano safavide persiano Ṭahmasp lo indusse ad abbracciare l'Islam sciita, fornendogli il sostegno militare necessario a riconquistare il trono. Grazie a questi rinforzi, Humāyūn avviò un conflitto durato otto anni contro Kāmrān, alla fine del quale (1553) riuscì a riprendere Kandahar e Kabul e a catturare il fratello (che venne abbacinato). Di qui Humāyūn ridiscese in India dove, alla morte di Shēr Shāh nel 1545, che si era autoproclamato shāh, il figlio di questi, Islàm Shāh Sūrī, non era riuscito ad evitare la divisione dell'impero tra i fratelli. L'impero risultava quindi diviso tra potenziali concorrenti, che risultò facile a Humāyūn abbattere, conquistando una vittoria fondamentale a Sirhind, nel Punjab, contro Sikandar Shāh.
Nel 1555 Humāyūn entrava trionfalmente a Delhi. Poco tempo dopo tuttavia rimase ucciso in un incidente, pare occorsogli nella biblioteca del palazzo reale (ebbe infatti interessi scientifici e letterari). Tenuta nascosta la sua morte per diversi giorni, mentre si approntava il regolamento della successione, alla fine di questo tempo, fu proclamato nuovo imperatore il figlio quattordicenne Akbar.

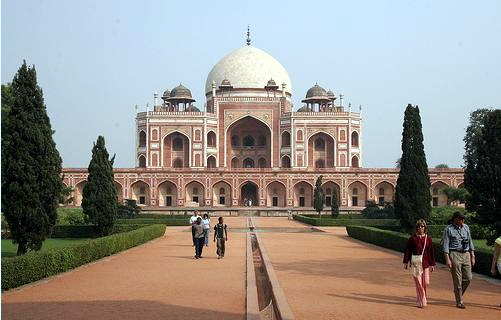
Tomba di Humāyūn a Delhi.

Dopo alcuni anni dalla sua scomparsa, la salma di Humāyūn fu tumulata nel sontuoso mausoleo voluto dalla moglie Ḥamīda Bānū Bēgum, nel 1562, uno dei capolavori dell'architettura islamica indiana.
Humāyūn e suo figlio Akbar presero lezioni di pittura dal maestro pittore, calligrafo e miniatore Khwāja ʿAbd al-Ṣamad.

## Famiglia

### Consorti
Humāyūn aveva almeno otto consorti: 
- Bega Begum (1511 - 1582). Prima moglie e sua favorita, sposata da Humāyūn nel 1527;
- Hamida Banu Begum (1527 - 1604). Figlia di uno dei precettori del suo fratellastro Hindal Mirza, si sposarono nel 1540. Secondo le cronache, Hamida dovette essere obbligata al matrimonio, perché in realtà innamorata, ricambiata, proprio di Hindal;
- Mah Chuchak Begum (morta nel 1564). Si sposarono nel 1546;
- Khanish Aghacha. Concubina;
- Gunwar Bibi. Nobildonna afghana, si sposarono prima del 1540;
- Mewa Jan;
- Chand Bibi. Nobildonna afghana;
- Shad Bibi. Nobildonna afghana.

### Figli
Humayun aveva almeno cinque figli: 
- Al-Aman Mirza (novembre 1528 - 1536) - con Bega Begum. La sua nascita fu accolta con grande gioia dal nonno Bābur, che tuttavia ne criticò il nome, definendolo "scorretto e minaccioso".
- Akbar (1542 - 1605) - con Ḥamīda Banu Begum. Terzo imperatore moghul.
- Farrukh-Fal Mirza - con Mah Chuchak Begum.
- Muḥammad Ḥakīm Mīrzā (1553 - 1585) - con Mah Chuchak Begum.
- Ibrahim Mirza.

### Figlie
Humāyūn aveva almeno otto figlie: 
- Aqiqa Sultan Begum (1531 - 27 giugno 1539) - con Bega Begum. Nata ad Agra, morì a Chausa mentre era prigioniera di Sher Shah.
- Bakshi Banu Begum (1540 - 1596) - con Gunwar Bibi.
- Due figlie gemelle (1544 - 1545) - con Hamida Banu Begum. Morte neonate.
- Jahan Sultan Begum.
- Bakhtunnissa Begum (1547 - 1608) - con Mah Chuchak Begum. Nota anche come Najibunnissa e Fakhrunnissa.
- Sakina Banu Begum (morta il 25 agosto 1604) - con Mah Chuchak Begum. Sposò Shah Ghazi Khan, la cui cugina, figlia di Qazi Isa, qadi dell'Iran, e sorella di Naqib Khan Qazvini, sposò poi Akbar. Nel 1578 fu inviata a Kabul per trattare con Suleiman Shah Mirza di Badakhshan, e alla fine combinò un matrimonio fra una figlia di Suleiman, la cui sorella aveva sposato Hakim Mirza, e il principe Salim Jahangir, figlio di Akbar.
- Amina Banu Begum - con Mah Chuchak Begum.